# Алфьоров Павло Микитович
Павло Микитович Алфьоров (нар. 1 березня 1906, місто Кам'янське, тепер Дніпропетровській області — 12 березня 1971, місто Москва) — радянський державний діяч, 1-й секретар Владимирського і Ярославського обласних комітетів КПРС, голова Ульяновського облвиконкому. Член ЦК КПРС у 1956—1961 роках. Депутат Верховної ради СРСР 2—4-го скликань.

## Життєпис
Народився в родині робітника. Трудову діяльність розпочав робітником металургійного заводу. Потім працював слюсарем і машиністом паровозу.
Член ВКП(б) з 1930 року.
У 1934 році закінчив Кам'янський металургійний інститут.
У 1934—1937 роках — начальник зміни, начальник цеху металургійного заводу імені Дзержинського міста Кам'янського (Дніпродзержинська).
З 1937 року перебував на керівній партійній роботі. У 1937—1938 роках — 2-й секретар, 1-й секретар Дзержинського районного комітету КП(б)У міста Дніпродзержинська.
У 1939 році — 1-й секретар Дніпродзержинського міського комітету КП(б)У Дніпропетровської області.
У 1939—1943 роках — відповідальний контролер Комісії партійного контролю при ЦК ВКП(б), уповноважений Комісії партійного контролю при ЦК ВКП(б) по Сталінській області УРСР, уповноважений Комісії партійного контролю при ЦК ВКП(б) по Челябінській області РРФСР.
У 1943 — липні 1946 року — 2-й секретар Саратовського обласного комітету ВКП(б).
У 1946 — січні 1947 року — завідувач відділу кадрів радянських органів Управління кадрів ЦК ВКП(б).
У січні 1947 — серпні 1951 року — 1-й секретар Владимирського обласного комітету ВКП(б).
У 1952 — травні 1953 року — 2-й секретар Ульяновського обласного комітету ВКП(б) (КПРС).
12 травня 1953 — 20 травня 1954 року — голова виконавчого комітету Ульяновської обласної ради депутатів трудящих.
У лютому 1954 — 27 квітня 1957 року — 1-й секретар Ярославського обласного комітету КПРС.
У 1957—1961 роках — член Комітету партійного контролю при ЦК КПРС. У 1959—1961 роках — заступник голови Комітету партійного контролю при ЦК КПРС.
З 1961 року — персональний пенсіонер союзного значення в місті Москві.
Помер 12 березня 1971 року в Москві. Похований на Новодівочому цвинтарі Москви.

## Нагороди
- орден Леніна (19.03.1956)
- три ордени Трудового Червоного Прапора (26.03.1939; 24.01.1944,)
- медалі